# NHL 1947/1948
Sezóna 1947/1948 byla 31. sezonou NHL. Vítězem Stanley Cupu se stal tým Toronto Maple Leafs.

## Konečná tabulka základní části
| Tým                 | Z  | V  | P  | R  | B  | VG  | IG  |
| ------------------- | -- | -- | -- | -- | -- | --- | --- |
| Toronto Maple Leafs | 60 | 32 | 15 | 13 | 77 | 182 | 143 |
| Detroit Red Wings   | 60 | 30 | 18 | 12 | 72 | 187 | 148 |
| Boston Bruins       | 60 | 23 | 24 | 13 | 59 | 167 | 168 |
| New York Rangers    | 60 | 21 | 26 | 13 | 55 | 176 | 201 |
| Montreal Canadiens  | 60 | 20 | 29 | 11 | 51 | 147 | 169 |
| Chicago Black Hawks | 60 | 20 | 34 | 6  | 46 | 195 | 225 |

## Play off
|  | Semifinále | Semifinále          | Semifinále |  |  | Finále Stanley Cupu | Finále Stanley Cupu | Finále Stanley Cupu |
|  |            |                     |            |  |  |                     |                     |                     |
|  | 1          | Toronto Maple Leafs | 4          |  |  |                     |                     |                     |
|  | 3          | Boston Bruins       | 1          |  |  |                     |                     |                     |
|  |            |                     |            |  |  | 1                   | Toronto Maple Leafs | 4                   |
|  |            |                     |            |  |  | 2                   | Detroit Red Wings   | 0                   |
|  | 2          | Detroit Red Wings   | 4          |  |  |                     |                     |                     |
|  | 4          | New York Rangers    | 2          |  |  |                     |                     |                     |

## Ocenění
| O'Brien Cup:               | Detroit Red Wings               |
| Prince of Wales Trophy:    | Toronto Maple Leafs             |
| Art Ross Trophy:           | Elmer Lach, Montreal Canadiens  |
| Calder Memorial Trophy:    | Jim McFadden, Detroit Red Wings |
| Hart Memorial Trophy:      | Bud O'Connor, New York Rangers  |
| Lady Byng Memorial Trophy: | Bud O'Connor, New York Rangers  |
| Vezina Trophy:             | Turk Broda, Toronto Maple Leafs |